# 천카이거
천카이거(중국어 간체자: 陈凯歌, 정체자: 陳凱歌, 병음: Chén Kǎigē, 한자음: 진개가, 1952년 8월 12일 ~ )는 중국의 영화 감독이다. 장이머우와 함께 중국 5세대 감독의 대표로 꼽히고 있다. 대표적인 작품으로 《황토지》, 《해자왕》, 《패왕별희》, 《투게더》, 《매란방》등이 있다.

## 바이오그래피
영화감독이었던 아버지와 시나리오 작가였던 어머니 사이에서 출생했다. 중학교 2학년(1966년)이 되던 해에 문화대혁명이 일어나자 그는 홍위병이 되었다. 윈난성에서 군인 생활을 하다 1975년 다시 베이징으로 돌아왔다. 1978년 베이징 영화학교에 들어가 4년 동안 장이머우 등과 함께 영화를 공부하였다. 1982년 베이징 영화촬영소에 배치되지만 특유의 관료적 분위기가 싫어 2년 뒤 광시 영화촬영소로 이전하였다. 이곳에서 1984년 첫 번째 작품 《황토지》를 장이머우와 합작(장이머우는 촬영감독, 천카이거는 감독)하여 로카르노영화제에서 은표범상을 받으며 세계에 중국 영화에 대한 재조명의 바람을 불러일으키게 했다.

## 5세대
1984년 천카이거의 《황토지》가 로카르노영화제에서 은표범상을 받은 것을 전후로 해서 일부 저널에서는 천카이거와 장이머우 같은 중국의 신예 감독들에 대해 5세대라는 레테르를 붙여주었다. 이런 세대론은 저널리즘으로부터 출발하였기 때문에 5세대를 전후로 한 세대들은 거의 소급되어 정리된 경향이 없지 않다. 그러므로 각 세대들의 특징이 반드시 연관성을 갖거나 영향을 주고받았다고 볼 수는 없다. 하지만 이러한 세대론적 구분은 중국 영화의 미시적인 흐름과 영화감독들의 미학적 특징을 포착하는데 커다란 역할을 담당하였다. 보통 5세대 감독들은 1983년을 전후로 등장하였으며, 문화대혁명 시기에 청소년기를 보내고 이후 영화를 공부하였던 이들을 가리킨다. 그들은 문화대혁명 시기에 일종의 프로파간다로써 영화활동을 해왔던 이들의 한계와 시대에 대한 저항 정신을 바탕으로 하는 독특한 영화 세계를 구축하였다. 그래서 정부와 마찰이 있을 수밖에 없었고, 보통은 해외의 유수한 영화제들을 통해 인정을 받으면서 중국으로 다시 귀환 또는 전향하는 모습을 보여주었다.

## 주요 작품
- 《황토지》 (1984년, 데뷔작, 장이머우와 합작)
- 《대열병》 (1985년, 장이머우와 합작)
- 《해자왕 (아이들의 왕)》 (1987년)
- 《현 위의 인생》 (1992년)
- 《패왕별희》 (1993년)
- 《풍월》 (1996년)
- 《시황제암살》 (1998년)
- 《투게더》 (2003년)
- 《무극》 (2005년)
- 《매란방》 (2009년)

## 수상
- 1984년 《황토지》 로카르노영화제 은표범상
- 1986년 《대열병》 몬트리올영화제 심사위원특별상
- 1993년 《패왕별희》 제46회 칸영화제 황금종려상
- 1994년 《패왕별희》 제51회 골든 글로브 시상식 외국어 영화상
- 2002년 《투게더》 제50회 산세바스티안국제영화제 감독상

## 같이 보기
- 장이머우
- 톈좡좡